# Hear What I Say
Albums de C.C.Catch
Big Fun
(1988) Best of '98
(1998)
Singles
Hear What I Say est le sixième album de la chanteuse allemande d'Eurodance C.C.Catch sorti en 1989. Après un désaccord artistique avec son ancien producteur Dieter Bohlen (Modern Talking), C.C.Catch fait appel à Andy Taylor (Duran Duran), pour la production de cet album.

## Titres
1. Midnight Hour - 4:35
2. Big Time - 3:51
3. Love Away - 4:12
4. Give Me What I Want - 3:47
5. I'm Gonna Miss You - 5:40
6. Backgirl - 3:31
7. Can't Catch Me - 3:51
8. Hear What I Say - 3:49
9. Nothing's Gonna Change Our Love - 3:50
10. Feels Like Heaven - 5:20